# Ocyptamus dimidiatus
Ocyptamus dimidiatus är en tvåvingeart som först beskrevs av Fabricius 1781.  Ocyptamus dimidiatus ingår i släktet Ocyptamus och familjen blomflugor. Inga underarter finns listade i Catalogue of Life.